# 鄉師自然學校

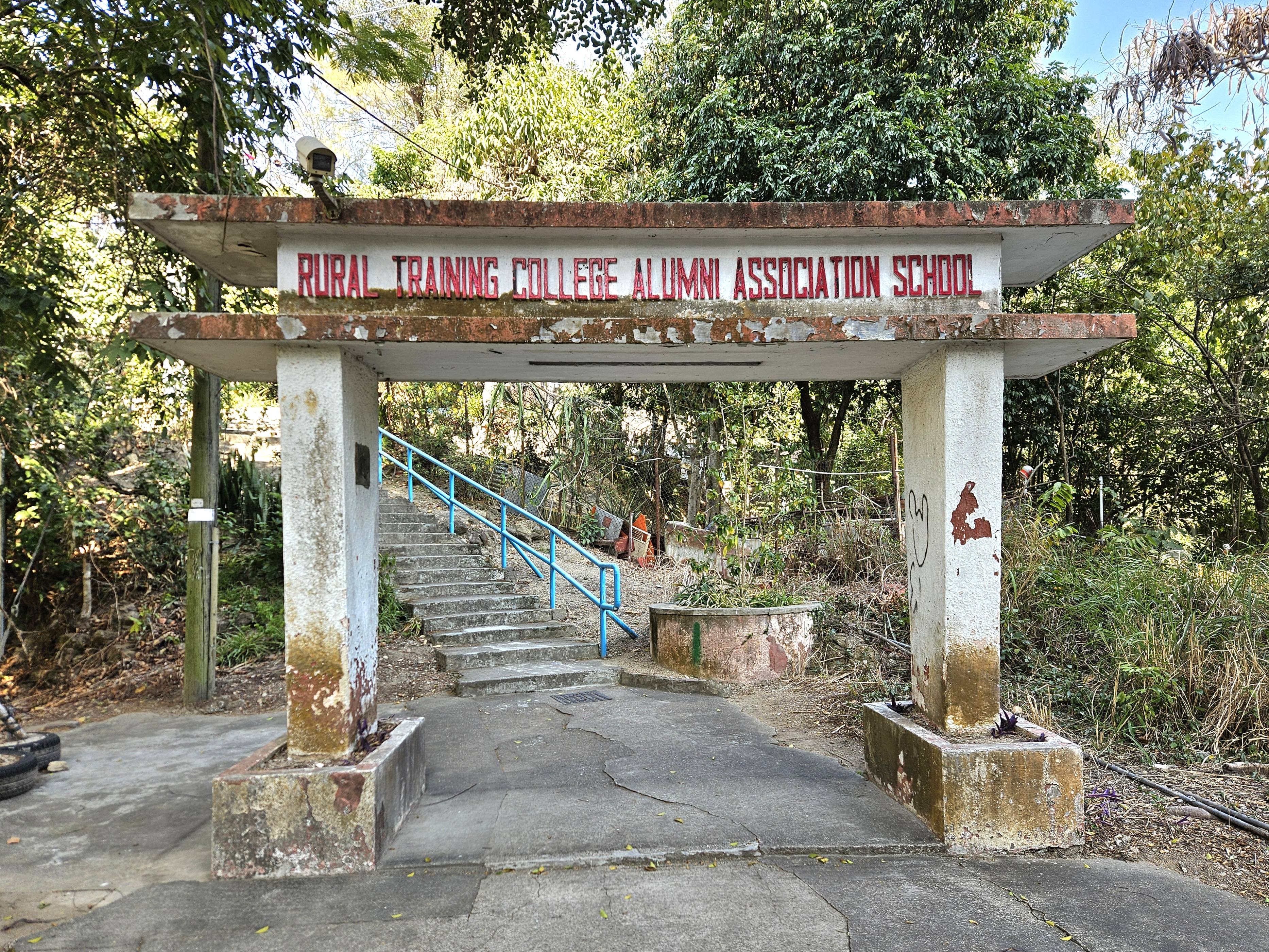
鄉村師範專科學校同學會學校門樓

鄉師自然學校（英語：RTC GAIA School），是位於香港新界屯門新墟井頭上村的一所私立小學，由自然協會主辦，屬於屯門區非主流的學校，校址為香港新界屯門新墟井頭上村87A，佔地約30000平方呎。鄉師自然學校是香港首間提倡自然教育的學校，以社會企業模式運作。該校現時校舍的前身為建於1957年的鄉村學校「鄉村師範專科學校同學會學校」，亦是電影拍攝場地。學校強調「自然、人本、自主」。擔任該校其中一位校董的公眾人物有香港環保人士、環保組織綠色力量創辦人周兆祥。

## 學校行政
歷任校監
- 劉永佳 先生

歷任校長
鄉師自然學校遴選校長時採用輪任制度；每任校長的任期為兩年。任期結束可以連任。即使只有一人參與校長選舉，也要由學校所有全職及兼職的教職員投票以表示信任，才可通過任命。自創校以來擔任過該校校長的人士如下：
- 2007年至2010年：劉永佳 先生（一葉/知秋）[8]
- 2010年至2014年：葉頌昇 先生（海星）[9]
- 2014年至2016年：李靄儀 女士（小雨）[10][11]
- 2016年至今：葉頌昇 先生[12]

## 辦學方向與理念
鄉師自然學校以英國夏山學校（Summerhill School）創辦人 Alexander Sutherland Neill 的「開放人本」教育觀和美國自然教育學者 Joseph Bharat Cornell 的「情意自然教育」理論為基礎，實踐「自然為師」、「以人為本」的宗旨。

## 學校發展
在鄉師自然學校未成立之前，數名教育界人士在2001年成立「螢火蟲學苑」，開辦實驗課程。之後在2005年按照計劃向政府申請地方辦校。結果於2007年獲鄉村師範專科學校同學會的支持（鄉村師範專科學校同學會代表鄺啟濤與自然協會代表簽署合作協議，鄺氏以廣東陳白沙體為學校校徽中的校名鄉師自然學校題字），在位於屯門新墟井頭上村、原「鄉村師範專科學校同學會學校」的校舍所在地正式辦一所學校。同年由假日學校轉型為私立學校。鄉師自然學校創校初年，教師的薪酬減半。其中一位創辦人葉頌昇（海星）與其他相關人士到訪過台灣新北市烏來區種籽學苑（又名「種籽親子實驗小學」）實地考察教學模式後有所啟發。以學苑的教學模式作為藍本去制定一套適合鄉師自然學校的課程內容。而內容主張綠色學習，強調從生活的範圍吸取知識。因此鄉師自然學校安排入讀的學生逢星期三下午由導師帶領到戶外學習。另外每月的其中一天亦會定為外出活動日。此外，該校的學科課程涵蓋基本的中文、英文和數學三個必修科。學生可以在其餘的非學術學科選修科（二選一）。教師在每天上午時段會教授常規學科，到了下午就會教授主要學科以外的生活課程；除此之外，學生每星期還需要上一小時的勞動課。
鄉師自然學校與一般津貼、官立或直資小學不同的地方是鄉師自然學校不用教科書。學生上課的教材取自自然環境。另外，該校既沒有測驗和外籍老師，也沒有課程規限和功課。藉此體現其「自然、人本、自主」的教學理念。鄉師自然學校的學生可以穿便服上課。校園內不設訓導組，因為師生皆透過「生活法庭」處理難以解決的問題。而且，教師不用校規來規範學生，反之會以「生活公約」來定下大家需要共同遵守的規矩。導師解除教育身份上的威權，轉以由老師和學生共同制定的規則來約束彼此的不當行為。在提倡自然簡樸、綠化心靈的前題下，鄉師自然學校在教學上沒有太多規範。而在自主學習方面，校方會要求所有小六年級的學生在畢業之前都要完成一項專題研習。該專題研習有別於文字報告，而是讓學生按自己的興趣去完成一件有意義的事，例如為全校師生煮一頓飯。
鄉師自然學校全校只有十二位老師；當中有八位全職，其餘兩名為半職。在2015年之前，該校只招收3至11歲的學童。後來為了回應家長和學生的訴求，校方於2015年9月向教育局申請開辦具試驗性質的、非正規初中中英數研習班，為期3年。目前尚未開辦中學部。由於鄉師自然學校是以社會企業方式運作，故此需要善長捐款去協助支持辦學。